# Archieparquía de Cesarea en Palestina de los greco-melquitas
La archieparquía titular de Cesarea en Palestina de los greco-melquitas (en latín: Caesariensis in Palaestina Graecorum Melkitarum) es una archieparquía titular metropolitana de la Iglesia católica conferida a miembros de la Iglesia greco-católica melquita. Corresponde a una antigua arquidiócesis melquita (que existió entre los siglos I y XII) ubicada en la ciudad de Cesarea Marítima en Palestina, cuyas ruinas (El-Kaïsāriyeh) se hallan en el distrito de Haifa en Israel. En el rito latino existe también la sede titular de la arquidiócesis de Cesarea de Palestina desde el 10 de diciembre de 1432 y en la Iglesia ortodoxa están las sedes titulares que guardan el recuerdo de Cesarea en las Iglesias de Antioquía y de Jerusalén (metrópolis de Cesarea y exarcado de Palestina Prima).

## Historia

### Antigua sede de Cesarea
Cesarea Marítima era una de las principales poblaciones de la Judea y uno de los principales puertos del Oriente, por lo cual fue un lugar oportuno para la expansión del cristianismo. De acuerdo con el libro bíblico Hechos de los apóstoles, el cristianismo entró en Cesarea Marítima con Felipe el Diácono. que, posteriormente, adquirió una casa en el lugar y acogió en ella a Pablo de Tarso. En esta ciudad fue donde el apóstol Pedro bautizó al centurión Cornelio y a todos los miembros de su casa. Esta fue la primera vez que el bautismo les fue administrado a los gentiles (no judíos). Cuando Pablo, que se había convertido al cristianismo, estuvo perseguido por las autoridades en Jerusalén, los cristianos lo acompañaron a Cesarea y, desde ahí, le facilitaron un viaje a su ciudad natal, Tarso. Pablo visitó Cesarea durante su segundo y su tercer viaje como misionero, y posteriormente, estuvo varios días con Felipe el Diácono. Posteriormente, fue hecho prisionero durante dos días y luego fue enviado a Roma.
En el siglo III Orígenes escribió su obra Hexapla y otras obras exegéticas y teológicas mientras vivía en Cesarea. Estas teorías fueron tenidas en cuenta en el Concilio de Nicea I de 325.
Al ser la capital de la provincia romana de Palestina I, Cesarea también fue sede metropolitana, y durante los primeros cuatro siglos del cristianismo los obispos de Cesarea tenían jurisdicción metropolitana en toda la Palestina romana y dependían directamente del patriarcado de Antioquía. La diócesis de Jerusalén fue una de sus sufragáneas cuando la ciudad fue reconstruida tras la destrucción del año 70. En 451 el Concilio de Calcedonia estableció el patriarcado de Jerusalén, por lo que Cesarea pasó a ser la primera de sus tres sedes metropolitanas, con jurisdicción sobre Judea. Desde entonces a sus obispos se les conoció con el título de protothronos, que era el más importante luego del patriarca. En esos tiempos Cesarea tenía 19 diócesis sufragáneas: Anthedon, Antipatris, Archelais, Ascalón, Azotus, Belén, Dioclecianópolis, Dura, Eleuterópolis, Emaús, Gádara, Gaza, Hebrón, Jericó, Livias, Lydda, Samaria (Sebastia), Sozusa, Tricomia.
Las Constituciones apostólicas dicen que el primer obispo de Cesarea fue Zaqueo el Publiciano, que fue seguido por Cornelio (posiblemente era el centurión) y por Teófilo (posiblemente se dirigieran a él en el Evangelio de Lucas). El primero de estos obispos consideró históricamente probados los hechos mencionados por el historiador de la Iglesia primitiva Eusebio de Cesarea. El propio Eusebio fue obispo de esa sede en el siglo IV. Él habló de un tal Teófilo (Theofilus), obispo de Cesarea, que fue obispo en el décimo año de Cómodo (c. 189), de un  Theoctistus (216–258), de un breve Domnus, de un Theotecnus y de un Agapio (¿?-306). Entre los participantes en el Sínodo de Ancira de 314 había un obispo de Cesarea llamado Agricolaus, que podría haber sido el precedesor inmediato de Eusebio, ya que este no le menciona, o que podría haber sido obispo de otra ciudad llamada también Cesarea. Los sucesores inmediatos de Eusebio fueron Acacio (340-366) y Gelasio (367–372, 380–395). Gelasio fue depuesto por el semi-arriano Euzoius entre el 373 y el 379. Michel Lequien dio mucha información sobre todos ellos y sobre los posteriores obispos de Cesarea.
La ciudad bizantina de Cesarea fue arrasada por los persas en 612 y conquistada por los árabes musulmanes en 638. Poco se sabe de la comunidad cristiana de Cesarea desde entonces, sin embargo, se conocen algunos obispos griegos. A partir del siglo X, con el resurgir del Imperio bizantino los cristianos de Palestina pasaron a la supervisión del patriarcado de Constantinopla. Luego del cisma de 1054, el patriarcado de Jerusalén se mostró a favor de la Iglesia de Constantinopla, pero su ruptura definitiva con el papa de Roma fue oficialmente en 1099 con los hechos del Sitio de Jerusalén durante la Primera cruzada. 
Con la constitución del Reino de Jerusalén se convirtió en una arquidiócesis de rito latino en 1101, con diez diócesis sufragáneas y bajo dependencia del patriarcado latino de Jerusalén. Hasta entonces la ciudad tenía una mayoría de población cristiana griega y una minoría de cristianos latinos francos y de musulmanes. Los obispos griegos debieron exiliarse. Saladino recuperó la ciudad para los musulmanes en 1187, que fue capturada de nuevo por los cruzados en 1191 y, finalmente, la perdieron de nuevo en 1265 a manos de los mamelucos, que, como solían hacer en las ciudades costeras que habían pertenecido a los cruzados, arrasaron todas las fortificaciones para asegurarse de que nadie lucharía por ella. La ciudad prácticamente dejó de existir y las diócesis latina y ortodoxa fueron suprimidas de hecho en las décadas siguientes.

### Sede titular
Una sede titular católica es una diócesis que ha cesado de tener un territorio definido bajo el gobierno de un obispo y que hoy existe únicamente en su título. Continúa siendo asignada a un obispo, quien no es un obispo diocesano ordinario, pues no tiene ninguna jurisdicción sobre el territorio de la diócesis, sino que es un oficial de la Santa Sede, un obispo auxiliar, o la cabeza de una jurisdicción que es equivalente a una diócesis bajo el derecho canónico.
La eparquía titular fue conferida por primera vez por la Santa Sede el 20 de junio de 1927 al obispo auxiliar (de rito bizantino greco-melquita) de la archieparquía de Damasco de los sirios. Desde 1961 la sede fue listada en el Anuario Pontificio como archieparquía titular metropolitana.

## Cronología de los obispos

### Obispos greco-melquitas de la sede antigua
- Zaqueo †
- Cornelio †
- Teófilo I †
- Zaqueo II †
- Teófilo II † (mencionado ca. 189)
- Teoctisto † (ca.217-ca. 258)
- Domno †

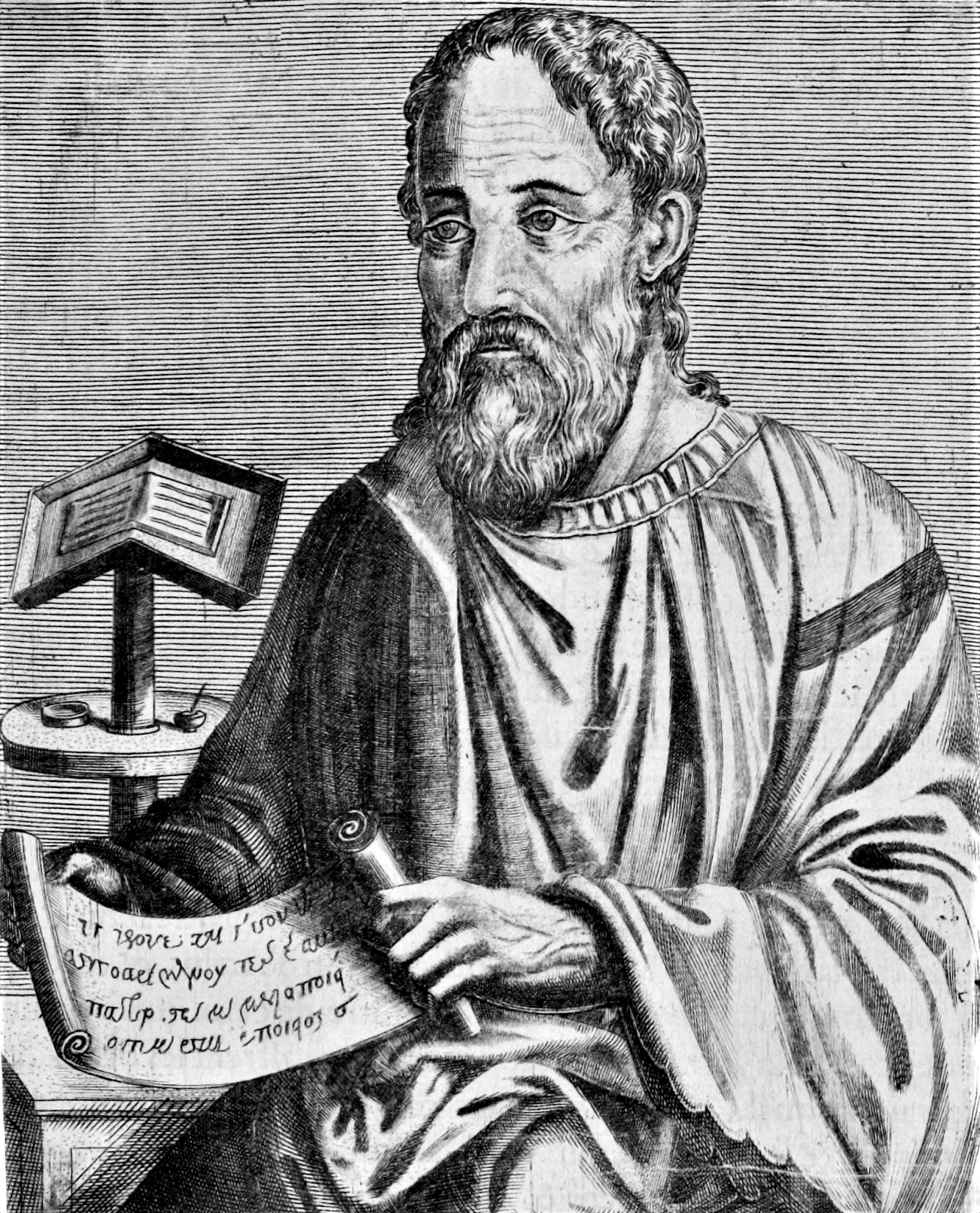
Eusebio de Cesarea es quizás el obispo más famoso de la sede.

- Teotecno † (finales del siglo III)
- Agapio † (entre los siglos III y IV)
- Agrícola ? † (mencionado en 314)
- Eusebio † (ca. 316-339 o 340)
- Acacio † (340-365 o 366)
- Filomeno † (366-?) (obispo arriano)
- Gelasio I † (367-373)
- Cirilo † (obispo arriano)
- Euzoio de Antioquía † (373-379) (obispo arriano)
- Gelasio I † (379-ca. 395), por segunda vez.
- Juan I † (395-404)
- Eulogio † (404-417)
- Domnino † (417-?)
- Glicon † (mencionado en 451)
- Ireneo † (mencionado en 453)
- Gelasio II † (mencionado en 465 ca.)
- Gelasio III di Cizico † (mencionado en 476)
- Timoteo † (mencionado en 484)
- Juan II el Khozibita † (antes de 518-ca. 536)
- Elia † (536-?)
- Sergio † (mencionado en 541)
- Juan III † (mencionado en 553)
- Partenio † (mencionado en 1084)
- Anastasio † (finales del siglo XI o inicios del XII)
- Sofronio † (siglo XIII)
- Elías † (mencionado en 1281)
- Melecio ? †

### Obispos titulares

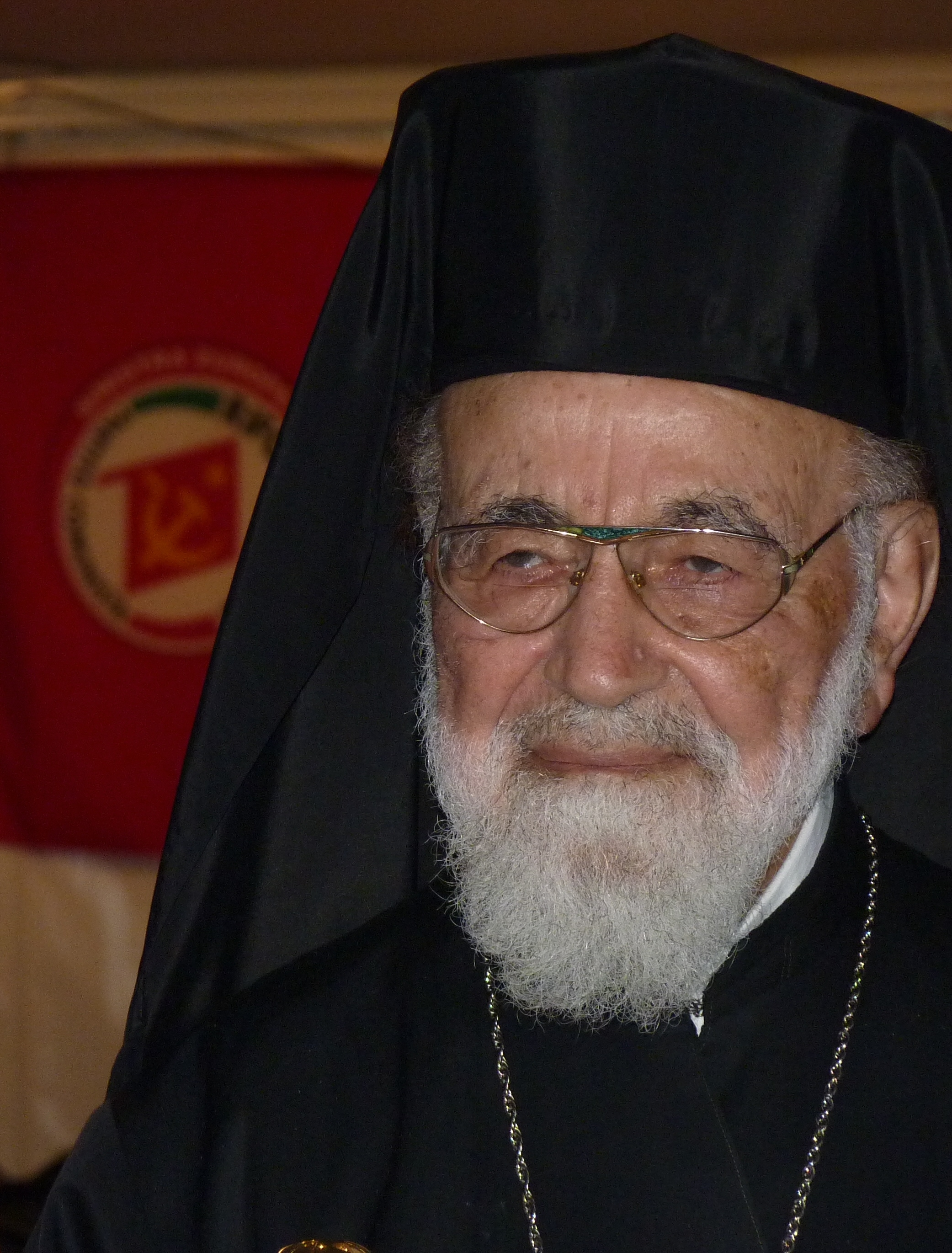
Hilarion Capucci, B.A., último titular de la sede.

- Cirillo Riza (Rizq) † (20 de junio de 1927-6 de mayo de 1954 falleció)
  - Sede vacante (6 de mayo de 1954-28 de abril de 1961)
- Gabriel Abou-Saada † (28 de abril de 1961-1 de marzo de 1965 falleció)
- Hilarion Capucci, B.A. † (30 de julio de 1965-1 de enero de 2017 falleció)[16]